# Björn Collinder
Erik Alfred Torbjörn "Björn" Collinder, född 22 juli 1894 i Sundsvall, död 20 maj 1983 i Wien, var en svensk lingvist och professor i finsk-ugriska språk vid Uppsala universitet 1933–1961. Han var också verksam som översättare.

## Biografi
Collinder var redan utbildad som nordist med licentiatexamen i ämnet när han slog in på en annan bana, de finsk-ugriska studierna. Han blev en av Karl Bernhard Wiklunds mest betydande lärjungar. Hans specialintresse var att belägga germanska lånord i finskan och samiskan. År 1929 blev han docent i finsk-ugriska språk, och sedan professor efter Wiklund. 
Han var produktiv som läroboksförfattare och bedrev även fältarbete hos samerna. Han var verksam inom språkvetenskapen och förutom sitt akademiska arbete är han känd för sina översättningar av bland annat Beowulfskvädet, den poetiska Eddan, William Shakespeare och Kalevala (den sistnämnda 1950).
Hans främste lärjunge och efterträdare på professuren blev Bo Wickman. 
Collinder blev filosofie hedersdoktor vid Helsingfors universitet 1960. Han blev ledamot av Gustav Adolfs Akademien 1936, av Vetenskapssocieteten i Lund och av Humanistiska vetenskapssamfundet i Uppsala samma år, av Vitterhetsakademien 1943 samt av Vetenskapssocieteten i Uppsala 1951. Collinder blev korresponderande ledamot av Finska litteratursällskapet 1931, ledamot av Ungerska vetenskapsakademien 1937 (hedersledamot 1965), ledamot av Finska vetenskapsakademien 1941, hedersledamot av Ungerska språkvetenskapliga sällskapet 1943, ledamot av Kalevalasällskapet i Helsingfors 1945, ledamot av Norske Vitenskaps-Akademi i Oslo 1945, hedersledamot av Finsk-ugriska sällskapet i Helsingfors 1953, ledamot av Danske Videnskabernes Selskab 1961 och korresponderande ledamot av Österrikiska vetenskapsakademien 1966. Han var medlem av Svenska Esperantoförbundet (hedersordförande 1960).. 
Collinder var även medarbetare i Svensk uppslagsbok under signaturen Bj. C.
Han var bror till Per Collinder, och gift med Britta Norrby-Collinder.

## Verk i urval
- 1929 – Über den finnisch-lappischen Quantitätswechsel I Uppsala.
- 1932 – Die urgermanischen Lehnwörter im Finnischen
- 1934 – Indo-uralisches Sprachgut Uppsala.
- 1938 – Lautlehre des waldlappischen dialektes von Gällivare Helsinki: Suomalais-ugrilainen Seura. (= Mémoires de la Société finno-ougrienne 74.)
- 1939 – Reichstürkische Lautstudien. Uppsala.
- 1940 – Jukagirisch und Uralisch. Uppsala: Almqvist & Wiksell.
- 1941 – Introduktion i språkvetenskapen
- 1943 – Lappisches Wörterverzeichnis aus Härjedalen. Uppsala.
- 1949 – The Lapps. New York: Princeton University Press for the American Scandinavian Foundation.
- 1949 – The Lappish Dialect of Jukkasjärvi: A Morphological Survey. Uppsala: Almquist & Wiksell.
- 1954 – Scandinavica et fenno-ugrica. Almqvist & Wiksell.
- 1955 – Fenno-Ugric Vocabulary: An Etymological Dictionary of the Uralic Languages. (Collective work.) Stockholm: Almqvist & Wiksell. (Second, revised edition: Hamburg: Helmut Buske Verlag, 1977.)
- 1957 – Survey of the Uralic Languages. (Collective work.) Stockholm: Almqvist & Wiksell.
- 1960 – Comparative Grammar of the Uralic Languages. Stockholm: Almqvist & Wiksell.
- 1964 – Ordbok till Sveriges lapska ortnamn. Uppsala.
- 1964 – The Kalevala and Its Background. Stockholm: Almqvist & Wiksell.
- 1964 – Sprachverwandschaft und Wahrscheinlichkeit. Ausgewählte Schriften neu veröffentlicht zum 70. Geburtstag des Verfassers 22. Juli 1964 zusammen mit einer Bibliographie der Werke von Björn Collinder 1921-1964. Uppsala.
- 1965 – An Introduction to the Uralic Languages. Berkeley and Los Angeles: University of California Press
- 1965 – Hat das Uralische verwandte? Eine sprachvergleichende Untersuchung. Uppsala
- 1968 – Kritische Bemerkungen zum saussure'schen Cours de linguistique générale. Uppsala.
- 1970 – Noam Chomsky und die generative Grammatik. Eine kritische Betrachtung. Uppsala.
- 1977 – Svensk ordnyckel med förkortningslexikon. Brunna: Förlagshuset Fyris AB.
- 1978 – Sprache und Sprachen. Einführung in die Sprachwissenschaft. Hamburg: Buske.
- 1983 – Stora ordboken. Svensk ordnyckel. Liber.

## Översättningar
- Wolfgang Hallsten Halsti: Försvaret av Finland (Suomen puolustaminen) (översatt tillsammans med B. G. Geijer, Norstedt, 1940)
- Kalevala (Kalevala) (Bokverk, 1948). 2. omarb. uppl.: Schildt, 1950
- Sofokles: Antigone (Antigone) (Geber, 1954)
- Beowulf (Beowulf) (Natur och kultur, 1954). 2., genomsedda uppl. 1955
- Antti Mikkelinpoika Keksi: Keksis kväde om islossningen i Torneälven år 1677 (Luleå, 1955)
- Euripides: Kyklopen (Natur & Kultur, 1955)
- Den poetiska Eddan (Edda Sæmundar) (Forum, 1957)
- Snorre Sturlasson: Edda (Edda) (Forum, 1958)
- William Shakespeare: Romeo och Julia (Romeo and Juliet) (Natur & Kultur, 1960)
- William Shakespeare: Julius Caesar (Julius Caesar) (Natur & Kultur, 1960)
- William Shakespeare: Hamlet (Hamlet, prince of Denmark) (Forum, 1960)
- William Shakespeare: Othello (Othello) (Natur & Kultur, 1961)
- William Shakespeare: Macbeth (Macbeth) (Natur & Kultur, 1961)
- William Shakespeare: Kung Lear (King Lear) (Natur & Kultur, 1961)
- William Shakespeare: Som ni behagar (Natur & Kultur, 1962)
- William Shakespeare: Köpmannen i Venedig (The merchant of Venice) (Natur & Kultur, 1963)
- Sofokles: Antigone, Filoktetes: två tragedier (Forum, 1965)
- William Shakespeare: Richard III (Life and death of king Richard III) (Forum, 1965)
- Sofokles: Kung Oidipus, Elektra: två tragedier (Forum, 1972)
- Sofokles: Oidipus i Kolonos, Ajas, Kvinnorna i Trachis: tre tragedier (Forum, 1974)

## Priser och utmärkelser
- 1950 – Letterstedtska priset för tolkningen av Kalevala
- 1955 – Letterstedtska priset för översättningen av Beowulf
- 1971 – Svenska Akademiens översättarpris
- 1973 – Erik Wellanders språkvårdspris för insatser inom språkvården
- 1977 – Elsa Thulins översättarpris